# ARA Entre Ríos (D-7)
Pour les autres navires du même nom, voir ARA Entre Ríos.
Pour les articles homonymes, voir D-7.
Le ARA Entre Ríos (D-7) était un destroyer de la classe Buenos Aires, basée sur la classe G de la Royal Navy, construit pour la marine argentine, en service de 1938 à 1971.

## Description
Le Entre Ríos déplaçait 1 353 tonnes longues (1 375 tonnes (t)) à charge normale et 2 010 tonnes longues (2 042 t) à charge pleine. Il avait une longueur hors-tout de 98,45 m, une largeur de 10,38 m et un tirant d'eau de 3,2 m. Il était propulsé par deux turbines à vapeur à engrenages Parsons, entraînant deux arbres, qui développaient une puissance totale de 34 000 chevaux-vapeur (25 000 kW) et donnaient une vitesse maximale de 36 nœuds (67 km/h). La vapeur pour les turbines était fournie par trois chaudières à trois tambours Admiralty. Il avait une autonomie de 4 100 milles nautiques (10 240 km) à 14 nœuds (28 km/h). Son effectif était de 130 officiers et hommes.
Le navire était équipé de quatre canons Mark IX de 4,7 pouces (120 mm) de calibre 45  montés sur des supports simples, désignés "A", "B", "X" et "Y" de l'avant à l'arrière. Pour la défense anti-aérienne (AA), le Buenos Aires avait 8 mitrailleuses Vickers Mark III de 0,5 pouce (12,7 mm). Il était équipé de deux supports quadruples de tubes lance-torpilles au-dessus de l'eau pour des torpilles de 21 pouces (533 mm).
La marine argentine l'a d'abord classé comme un "torpilleur" (en espagnol: torpedero), et dans les années 1950 comme un "destroyer" (en espagnol: destructore).

## Historique
Le Buenos Aires a été construit par le chantier naval Vickers Armstrong à Barrow-in-Furness en Angleterre et lancé en 1937. Après son achèvement en 1938, il a été remis à la marine argentine et est resté en service jusqu'à sa destruction en 1973.
Le 16 septembre 1955, le Entre Ríos se rebelle à Puerto Madryn pour soutenir le coup d'État autoproclamé de la " Révolution libératrice " ("Revolución Libertadora"). Il a attaqué Mar del Plata et bloqué le trafic maritime dans l'estuaire du Río de la Plata.
Le matin du 21 mai 1958, le Entre Ríos se trouvait dans le golfe Nuevo et participait à des exercices anti-sous-marins de routine avec les croiseurs General Belgrano et Nueve de Julio, les destroyers Buenos Aires, Misiones et Santa Cruz, le navire-atelier Ingeniero Iribas et les remorqueurs Sanavirón et  Charrúa. En éclairant le Sanavirón avec ses capteurs, le Buenos Aires a détecté un sous-marin. Les destroyers se sont immédiatement attelés à la tâche de poursuivre l'intrus en bombardant la zone. Ils ont cherché jusqu'au coucher du soleil le jour suivant sans succès et ont abandonné la tâche.
Il a été désaffecté en 1973.

### Source
- (es) Cet article est partiellement ou en totalité issu de l’article de Wikipédia en espagnol intitulé « ARA Entre Ríos (D-7) » (voir la liste des auteurs).